# Maria Arkadievna Vyazma
Pour les articles homonymes, voir Viazma (homonymie).
Maria Arkadievna Vyazma est une aristocrate qui servit à la cour de Nicolas Ier et d'Alexandra Nikolaïevna de Russie.

## Biographie
Elle épousa d'abord Ivan Aleksandrovič Bek, qui mourut en 1842, puis en 1847 Pavel Petrovič Vjazemskij (it).

## Galerie

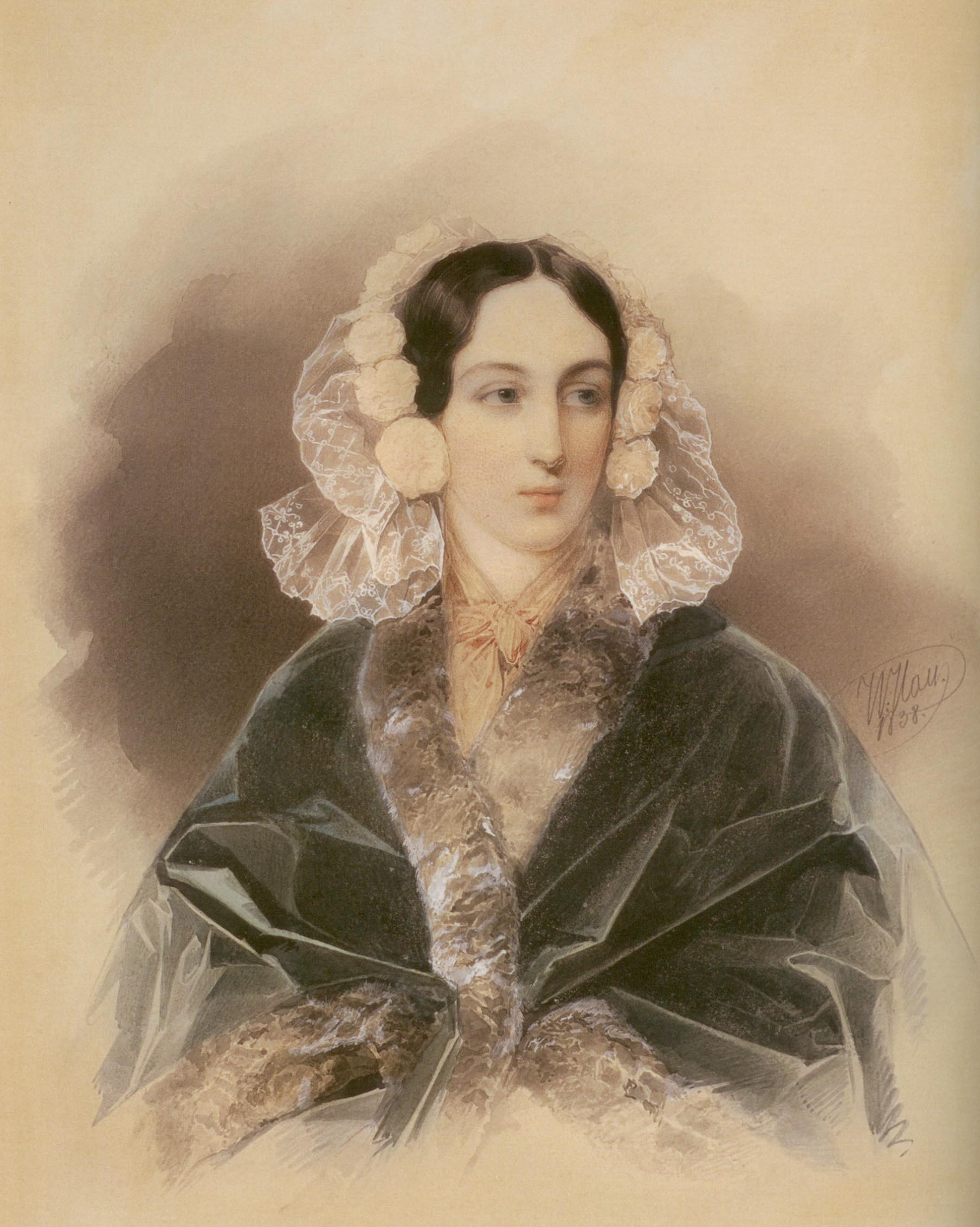
Par Waldemar Hau
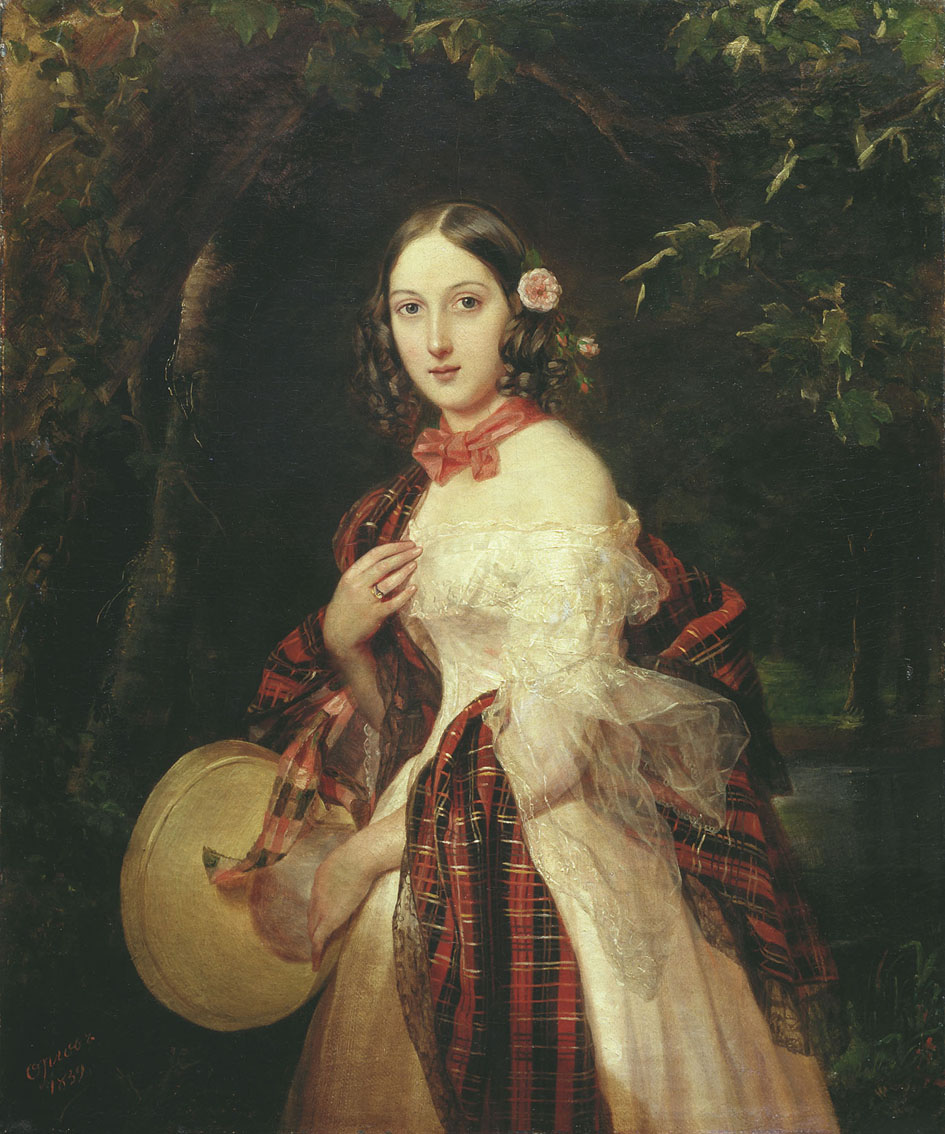
Par Pimen Orlov (en)
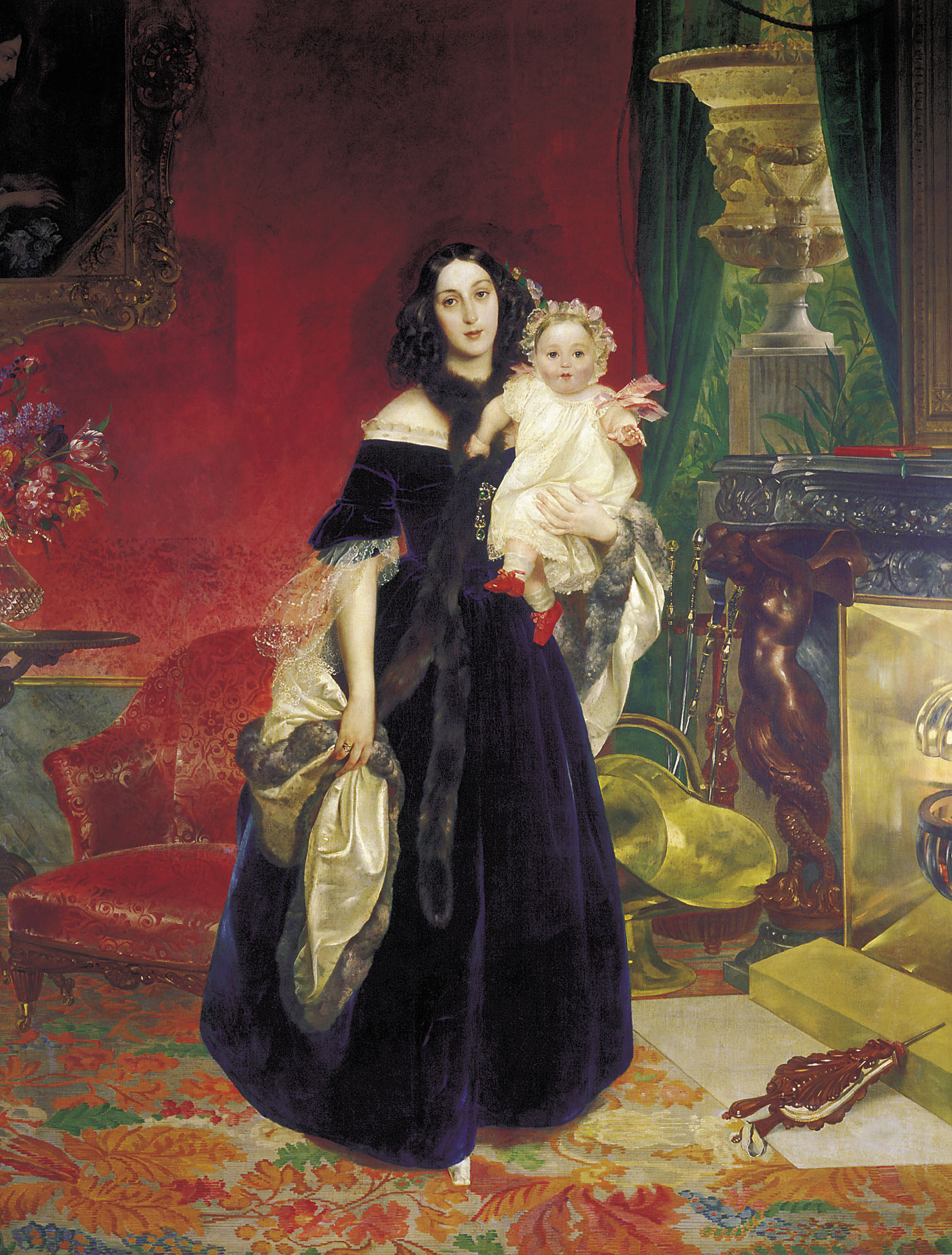
Par Karl Brioullov